# Hermanus Smit

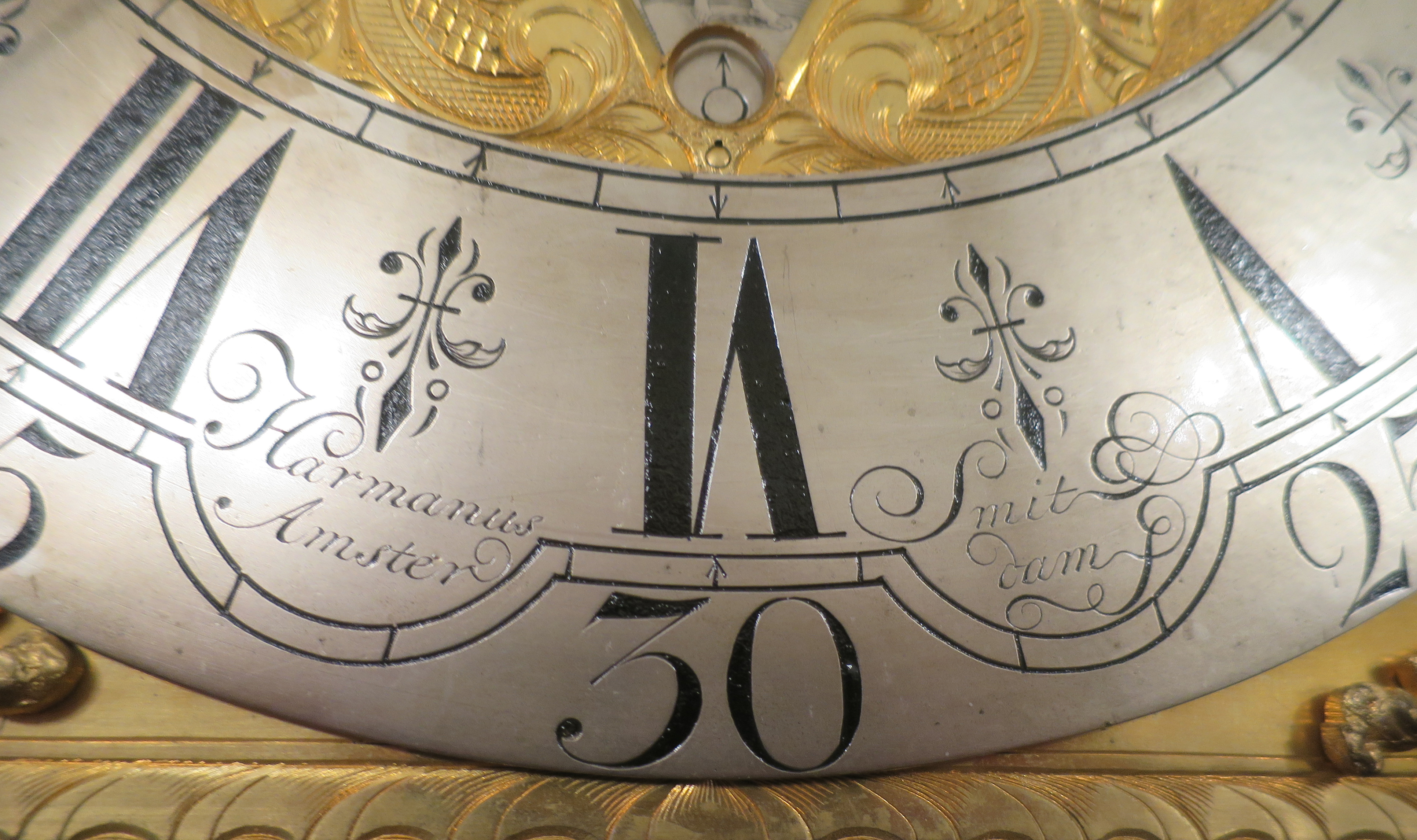
Signatur von Hermanus (Harmanus) Smit auf einer Standuhr

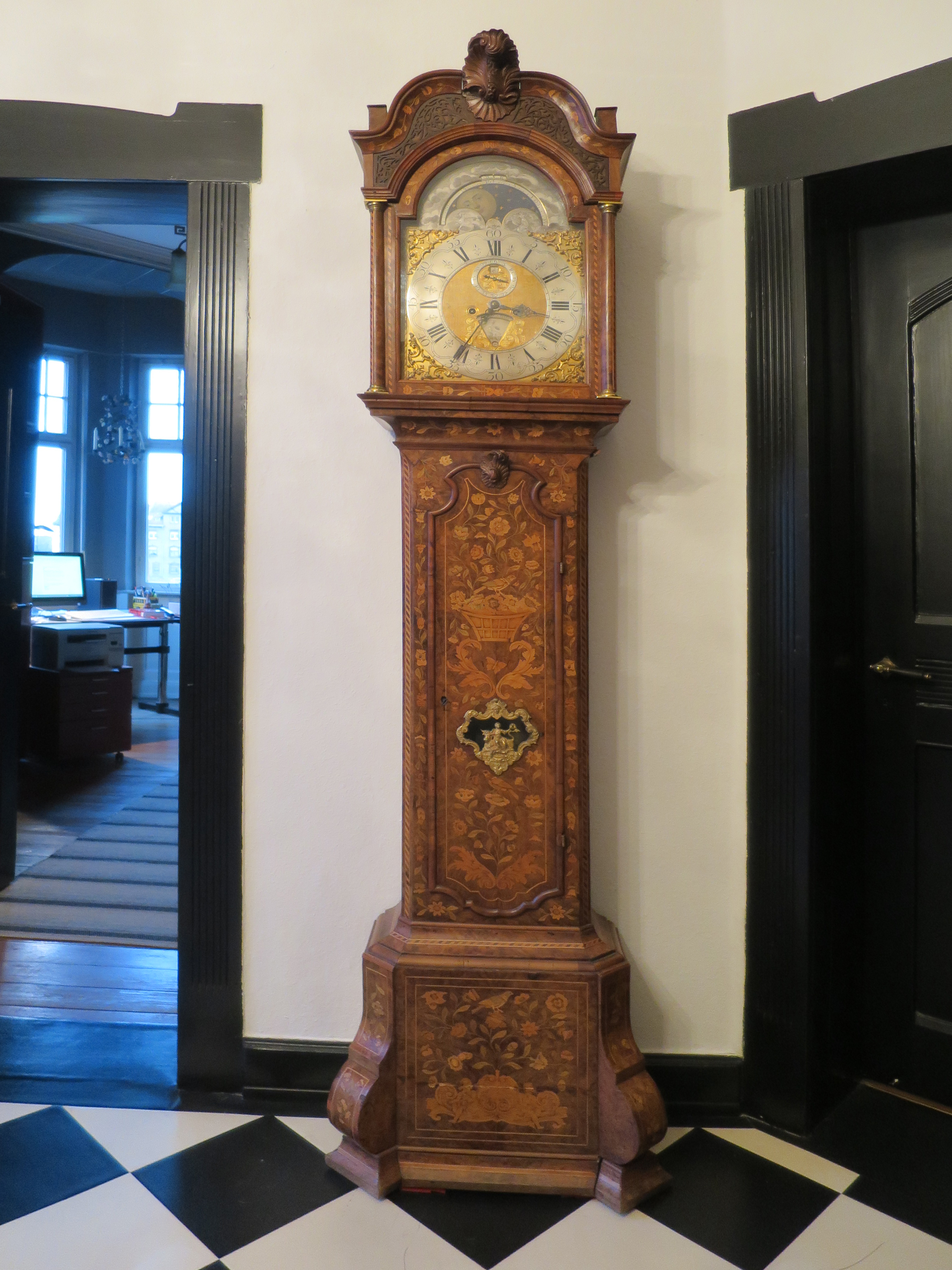
Standuhr von Hermanus Smit

Hermanus Smit (auch: Harmanus und Smitt) war ein niederländischer Uhrmacher, der in der Mitte des 17. Jahrhunderts in Amsterdam hochwertige Uhren schuf, darunter vor allem Standuhren und Taschenuhren. Tätig war er von etwa 1740 bis 1760. Seine Standuhren zeichnen sich durch besonders prächtig dekorierte Zifferblätter und Gehäuse aus. Eine Reihe seiner Werke befindet sich in der Sammlung des städtischen Amsterdam Museums.